# Seleção Brasileira de Polo Aquático Feminino
A Seleção Brasileira de Polo Aquático Feminino representa o Brasil em competições internacionais de polo aquático.

## Melhores classificações
- Jogos Olímpicos - 8º lugar em 2016
- Campeonato Mundial - 8º lugar em 1991
- Liga Mundial de Polo Aquático -  8º lugar em 2014 e 2015
- Jogos Pan-Americanos - 3º lugar em 1999, 2003, 2011 e 2015

## Ligações Externas
- Sitio Oficial